# Hrabstwo Unicoi
Hrabstwo Unicoi (ang. Unicoi County) – hrabstwo w stanie Tennessee w Stanach Zjednoczonych. Obszar całkowity hrabstwa obejmuje powierzchnię 483,01 mil² (186,49 km²). Według szacunków United States Census Bureau w roku 2009 miało 19 164 mieszkańców.
Hrabstwo powstało w 1875 roku. 

## Miasta
- Erwin
- Unicoi

## CDP
- Banner Hill[4]

| Populacja hrabstwa w poprzednich latach | Populacja hrabstwa w poprzednich latach |
| Rok                                     | Liczba ludności                         |
| --------------------------------------- | --------------------------------------- |
| 1980                                    | 16,341                                  |
| 1990                                    | 16,549                                  |
| 2000                                    | 17,667                                  |
| 2005                                    | 17,572                                  |